# Мигел Овиедо
Мигел Овиедо (на испански: Miguel Oviedo) е аржентински футболист, полузащитник.

## Кариера
Овиедо прекарва цялата си кариера в Аржентина, а най-успешните си години - в Талерес от родния си град Кордоба.
Започва кариерата си в Институто, един от основните съперници на Талерес. След като преминава в Талерес, този отбор става един от най-стабилните и добрите в Аржентина, като не веднъж стига до полуфиналите на републиканското първенство. През 1977 г. Талерес губи шампионската титла от Индепендиенте след дузпи. Прави впечатление, че по-късно Овиедо печели националната титла, както и Копа Либертадорес, именно с „червените дяволи“.
Той приключва кариерата си в клуба от трета дивизия Лос Андес.

## Отличия

### Отборни
Индепендиенте
- Примера дивисион: 1983 (М)
- Копа Либертадорес: 1984

### Международни
Аржентина
- Световно първенство по футбол: 1978[1]